# Robert Vernay

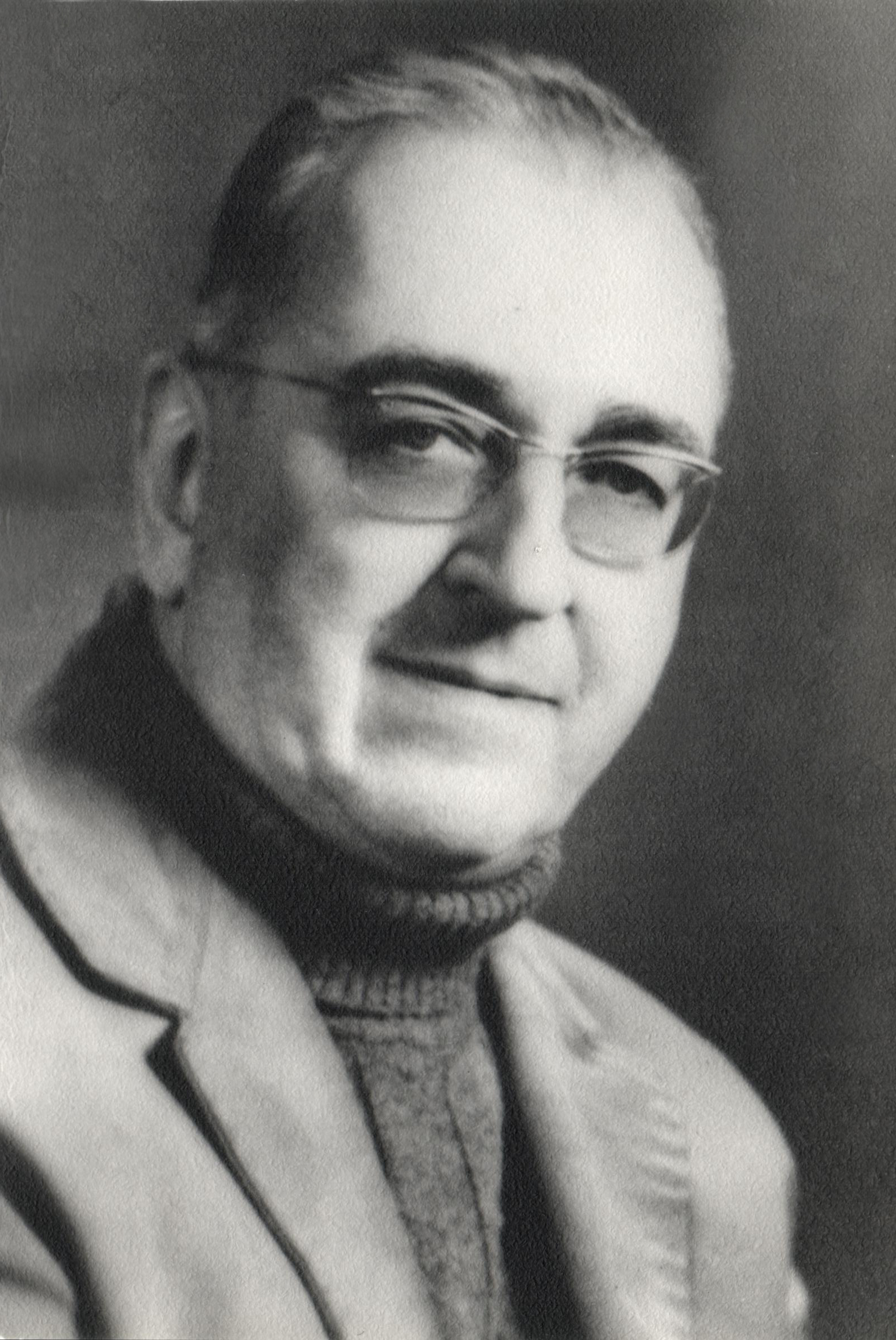
Robert Vernay 1972

Robert Vernay, bürgerlicher Name: Robert Georges Viandon, (* 30. Mai 1907 in Paris; † 17. Oktober 1979 ebenda) war ein französischer Filmregisseur, Drehbuchautor, Regieassistent und Produktionsleiter.

## Leben und Wirken
Robert Vernay begann seine berufliche Laufbahn als Filmjournalist bei der Publikation Cinémagazine (1927–1928) und arbeitete anschließend als Assistent für mehrere Regisseure, bis er 1929 den später so berühmten Julien Duvivier traf, der ihm die Gelegenheit gab, sein Handwerk gründlich zu erlernen. So war er unter anderem Assistent bei den Filmen Menschen im Norden 1934, Die Liebesgasse von Marokko (La Bandéra) 1935, Das Kreuz von Golgatha 1935, Der Mann des Tages (L’Homme du Jour) und Pépé le Moko 1936. Zwischendurch arbeitete er gelegentlich mit anderen Regisseuren, auch als Co-Regisseur, aber Duvivier blieb sein Mentor bis zu Beginn des Zweiten Weltkriegs. Robert Viandon trat seinen Dienst in der Armee an, wurde gefangen genommen, entkam aber schon bald darauf aus dem deutschen Lager. Unter seinem Pseudonym Vernay arbeitete er zunächst als Produktionsleiter für die Gesellschaft Régina Films in Paris und schloss sich der Résistance (F.F.I.) an.
Als Regisseur und Drehbuchautor hat Robert Vernay sich nie auf ein bestimmtes Genre festgelegt. Unter seinen ersten großen Erfolgen findet man zwei Werke der Weltliteratur: Der Graf von Monte Christo (1943) von Alexandre Dumas der Ältere und Vater Goriot von Honoré de Balzac (1944), eine elegante Komödie Meine größte Liebe (La Femme que j’ai le plus aimée) (1942) und einen historischen zweiteiligen Abenteuerfilm Le Capitan (Abenteuer am Königshof) (1945). Im gleichen Jahr ging Robert Vernay für längere Zeit nach Marokko, wo er für die Résidence eine Reihe von Dokumentarfilmen drehte, darunter Aux Portes du Monde Saharien. Dort entstand auch der Spielfilm Ras el Gua, Le Fort de la Solitude (1947). 1948 drehte Vernay den Krimi Fantômas contre Fantômas, die Komödie Emile l’Africain (mit Fernandel) und 1949 den vielbeachteten Film über Kinder am Montmartre („Poulbots“ genannt) Keine Ferien für den lieben Gott (Plus de vacances pour le Bon Dieu). Aus dem damaligen Presseberichten kann man entnehmen, dass alle diese Filme große Publikumserfolge waren.
In den fünfziger Jahren war Robert Vernays Repertoire ebenfalls sehr vielseitig. Neben einigen Musik- und weniger anspruchsvollen Kriminal- bzw. Spionagefilmen drehte er ein Remake in Farbe seines Films Der Graf von Monte Christo mit Jean Marais in der Titelrolle. Wenn auch dieser Film angeblich, einigen Kritikern zufolge, nicht an die Schwarz-Weiß-Fassung von 1943 heranreicht, so wurde er doch ein großer internationaler Erfolg und ist bis zum heutigen Tage ein „Dauerbrenner“ im Fernsehen.
Außerdem drehte Robert Vernay in den fünfziger Jahren vor allem heiter-nachdenkliche Komödien, bemerkenswert nicht nur durch ihren hintergründigen Witz, sondern auch die ironische aber nie bösartige Schilderung menschlicher Schwächen. So z. B. Ils sont dans les Vignes 1951, Sur le blanc 1954, Ces sacrées vacances 1955, Les carottes sont cuites 1956, Drôles de phénomènes 1958 und Madame und ihr Auto (Madame et son Auto) 1958. Diese Aufzählung ist nicht vollständig.
Für seine Lustspielfilme wurde Robert Vernay zweimal mit dem Prix de l’Humour Cinématographique ausgezeichnet.
1961 leitete er in der Sowjetunion die Dreharbeiten an dem Kinopanoramafilm L’URSS à cœur ouvert. In den sechziger Jahren arbeitete Robert Vernay vor allem für das Fernsehen.
Während er zu einigen Serien, wie z. B. L’Inspecteur Leclerc und Die Journalistin (Valérie et L’Aventure) nur wenige Filme beisteuerte, verfilmte er den weitaus größten Teil der Serie Die Abenteuer des Bob Moran (Les Aventures de Bob Morane), die auf den gleichnamigen Jugendbüchern des belgischen Autors Henri Vernes basiert.
Von 1968 bis 1973 war er beim ORTF tätig.
Robert Vernay starb nach langer schwerer Krankheit am 17. Oktober 1979 in seinem Pariser Domizil.

## Familie
Robert Vernay war vier Mal verheiratet, in dritter Ehe seit 1948 mit der Schauspielerin France Asselin († 16. November 1960 in Paris). In vierter Ehe heiratete er 1964 Elke Seel-Viandon (Pseudonym: Claire Vernay), die auch die Erbin seiner Urheberrechte ist.

## Filmografie
Als Regisseur, wenn nicht anders angegeben
- 1932: L’Éternelle Chanson
- 1932: Le Béguin de la garnison
- 1934: Le prince de six jours
- 1939: Lebensabend (La fin du jour) (nur Produktionsleitung)
- 1939: Himmelsmusikanten (Les musiciens du ciel) (nur Produktionsleitung)
- 1940: Paris-New York (nur Produktionsleitung)
- 1941: Meine größte Liebe (La femme qui j'ai plus aimée)
- 1943: Der Graf von Monte Christo (Le comte de Monte-Cristo)
- 1943: Arlette et l’amour
- 1944: Le père Goriot
- 1945: Abenteuer am Königshof (Le capitan) (auch Co-Drehbuch)
- 1947: Le fort de la solitude
- 1947: Aux portes du monde saharien (kurzer Dokumentarfilm)
- 1947: Émile l’Africain
- 1948: Fantômas contre Fantômas (auch Co-Drehbuch)
- 1949: Keine Ferien für den lieben Gott (Plus de vacances pour le bon dieu) (auch Co-Drehbuch)
- 1949: Véronique
- 1950: Sehnsucht nach Andalusien (Andalousie) (auch Co-Drehbuch)
- 1951: Sous la Croix d’Agadés
- 1951: Ils sont dans les vignes
- 1952: Quitte ou double
- 1954: Der Graf von Monte Christo (Le comte de Monte-Cristo) (auch Co-Drehbuch)
- 1954: Sur le banc
- 1955: Die Straße der geschminkten Lippen (La rue des bouches peintes) (auch Co-Drehbuch)
- 1955: Ces sacrées vacances (auch Co-Drehbuch)
- 1956: Les carottes sont cuites (auch Co-Drehbuch)
- 1956: Les lumières du soir (auch Co-Drehbuch)
- 1957: Le coin tranquille (auch Co-Drehbuch)
- 1957: Fumée blonde (auch Co-Drehbuch)
- 1958: Drôles de phénomènes (auch Co-Drehbuch)
- 1958: Madame und ihr Auto (Madame et son auto)
- 1959: Geheimagent Suzuki (Monsieur Suzuki) (auch Co-Drehbuch)
- 1959: Tête folle
- 1960: Flucht vor dem Schafott (Le bourreau attendra) (auch Idee)
- 1961: L’U.R.S.S. à cœur ouvert.
- 1961: L’inspecteur Leclerc enquête (Fernsehserie, eine Folge)
- 1964: Das blaue Zimmer (DEFA-Stacheltier-Kurzfilm) (auch Drehbuch)
- 1964: Geheimpaß – Agent K 8 (Passeport diplomatique agent K 8)
- 1962–1965: Die Abenteuer des Bob Moran (Les aventures de Bob Morane) (Fernsehserie, 26 Folgen)